# Górzno-Kolonia
Górzno-Kolonia – do 31 grudnia 2013 wieś w Polsce, w województwie mazowieckim, w powiecie garwolińskim, w gminie Górzno. Miejscowość zniesiona z dniem 1 stycznia 2014. W latach 1975−1998 miejscowość administracyjnie należała do województwa siedleckiego.
Na terenie tej miejscowości znajduje się dwór wraz z odbudowaną oficyną przypominającą mały zamek, powstałą pierwotnie w 1 połowie XIX w. Znajduje się tu także drewniany spichlerz kryty gontem z 1 połowy XVIII wieku (niektóre źródła mówią o wieku XVII). Do dworu prowadzi zabytkowa aleja kasztanowa, a w pobliżu rośnie dąb o obwodzie 580 cm. Dwór początkowo był własnością rodziny Paliszewskich, później Wilkońskich. Po wojnie był własnością państwową, mieściło się w nim wówczas przedszkole, a następnie baza GS. Obecnie znajduje się w rękach prywatnych.